# Andrés Madero
Andrés Madero Poveda es un abogado y político ecuatoriano que ocupó el cargo de ministro de Trabajo en el gobierno de Lenín Moreno. Renunció al cargo el 21 de marzo de 2020, luego de dar positivo con la enfermedad de COVID-19.
Fue nombrado ministro de Trabajo encargado, el 11 de enero de 2019. Anteriormente, ocupó los cargos de subsecretario de Evaluación y Control del Sector Público, subsecretario de Fortalecimiento del Sector Público y viceministro del Sector Público, en la cartera de Trabajo.